# Megumi Hinata
Megumi Hinata (日向めぐみ, née le 24 décembre 1979 au Japon) est une chanteuse de J-pop, spécialisée dans les génériques de séries anime, notamment Cardcaptor Sakura. Elle sort de nombreux disques depuis 1998 sous différentes identités successives: GUMI, g.e.m., Melocure, meg hinata, puis définitivement meg rock depuis 2004.
En 2002, elle forme le duo Melocure avec Ritsuko Okazaki, continuant parfois à se produire seule également sous ce nom après le décès de Okazaki en 2004, en hommage.

## Discographie

### Singles
GUMI
- 1998-04-22 : Catch You Catch Me / HITORIJIME (ヒトリジメ) - 1er opening theme de Cardcaptor Sakura

g.e.m.
- 2000-07-26 : c/w you.

Melocure
- 2002-07-20 : Itoshii Kakera (愛しいかけら) - 1er opening theme de UFO Ultramaiden Valkyrie
- 2003-02-01 : 1st Priority - op de Stratos4
- 2003-10-22 : Meguriai (めぐり逢い) - 2nd op de UFO Ultramaiden Valkyrie
- 2005-07-27 : Home & Away (ホーム＆アウェイ) - opening theme de Okusama ha mahou shoujo

meg hinata
- 2005-06-22 : Natsu no Mukōgawa (夏の向こう側) - 3e opening theme de UFO Ultramaiden Valkyrie

meg rock
- 2005-02-23 : Baby Low Tension (ベビーローテンション) - opening theme de Peach Girl
- 2005-11-09 : clover - opening theme de SoltyRei
- 2006-05-10 : incl. - ending theme de High School Girls
- 2008-10-22 : Kimi no Koto (君のこと)
- 2009-01-21 : Egao no Riyū (笑顔の理由) - opening theme de Asu no yoichi!

### Albums
g.e.m.
- 2000-10-25 : g.e.m.

Melocure
- 2004-03-17 : Melodic Hard Cure (メロディック・ハード・キュア)

meg rock
- 2004-09-29 : Loveboat (ラブボ)
- 2008-02-27 : mighty roller coaster

### Autres titres
GUMI
- picnic (dans Cardcaptor Sakura)
- super duper love love days (dans Cardcaptor Sakura)

avec MILAGRO
- GO THE DISTANCE
- PEACE WITHIN THE BRIGHTNESS

Autres
- Chiisa na Uta (dans UFO Ultramaiden Valkyrie)
- Sweet Darling (produit par Masaharu Fukuyama)

### Collaborations
Titres écrits pour d'autres artistes ou séries anime :
- 3B LAB.*: English adviser
- Aki Misato: "before", "Happiness"
- Ami Koshimizu: "KOKORO no Fukai TOKORO"
- Athena & Robikerottsu: "Honki MEKIMEKI * TOKIMEKIMEKI", "Yuugure Sherbet"
- Bakemonogatari: "Staple Stable", "Kaerimichi," "Ambivalent World," "Ren'ai Circulation," "Sugar Sweet Nightmare"
- Chieko Kawabe: "be your girl", "Cry baby", "Hoshi ni Negai wo", "I Can't Wait" (Hilary Duff cover), "little wing"
- Chinatouchable: "Haru Harari", "Shōri no Hanabira"
- Cluster'S: "Ryūsei Shoot"
- Dir en grey: traduction des paroles du livre de poésie de Kyo, Zenryaku, Ogenki Desu ka? Saihate no Chi Yori Na mo Naki Kimi ni Ai wo Komete..., en anglais
- Hisayo Mochizuki: "Heart Wing -Kokoro no Tsubasa-", "Himitsu", "Tanoshii Eikaiwa de Happy Life wo!"
- Kana Ueda: "Dry Curry", "Kaze ni Nosete", "Namida-biyori"
- Masumi Asano: "Funsui Kōen"
- Megumi Ogata: "SHINKA-SHINKA"
- Nami Tamaki: "better half", "New World"
- Peach Girl: "Atashi ga Shuyaku!", "Tashika na Mono"
- Ritsuko Okazaki: "Itsu de mo Hohoemi wo"
- Ryōko Shintani: "Hajimete"
- Sh15uya / SAE: "Sekai no Owari"
- SHIPS (in Kirarin Revolution): "LOVE*MEGA"
- Shoko Nakagawa: "Catch You Catch Me", "happily ever after", "Kimi ni Melolon", "Macaroon♥Holiday", "Ōedo ha Carnival!", "Sherbet-iro no Jikan", "Sora-iro DAYS", "through the looking glass", "Tsuzuku Sekai"
- UFO Ultramaiden Valkyrie: "Kimi wo Sagashiteru", "Marble", "Save♥", "STAR WORDS", "Watashitachi no Miracle"

## Lien
- (ja) Site officiel de Meg Rock